# Ràkòczi-Marsch
A "Marcha Rákóczi" (alemão: Ràkòczi-Marsch; em húngaro: Rákóczi-induló) é o hino não oficial da Hungria.
A primeira versão desta marcha foi provavelmente criada por volta de 1730 por um ou mais compositores anónimos, embora a tradição afirme que era a marcha favorita de Francisco Rákóczi II. A versão mais antiga, a Rákóczi-nóta (Canção de Rákóczi), falava do lamento sobre a desventura dos Magiares e a opressão dos Habsburgo. Ela clamava para que Francisco Rákóczi II salvasse o seu povo. Foi muito popular no século XVIII mas no século XIX prevaleceu a Marcha Rákóczi mais refinada.
Esta Rákóczi-nóta tornou-se parte integrante da poesia Kuruc, isto é, que integrava os rebeldes (servos e camponeses) que se opunham ao domínio Habsburgo na Hungria Real entre  1671 e 1711. Tornou-se rapidamente uma canção popular com mais de 20 versões e chegou a ser cantada até depois da Revolução de 1848. Inspirou vários poetas como Sándor Petőfi, Ferenc Kölcsey e Kálmán Thaly.
A "Marcha Rákóczi" foi tocada por János Bihari entre 1809 e 1820. Hector Berlioz incluiu-a na sua obra "La Damnation de Faust" em 1846, e Franz Liszt escreveu alguns arranjos, incluindo a sua Rapsódia Húngara  nº. 15, baseada no tema.  O pianista Vladimir Horowitz compôs uma variação da "Marcha Rákóczi" com elementos tanto da versão de Liszt como da de Berlioz.  Entre outras edições comtam-se as de Johannes Brahms, Ferenc Erkel e Richard Franck (Suite op. 30)
A letra da marcha foi escrita no final do século XIX e possui uma pobre qualidade poética. Hoje em dia, a música é tocada sem a letra. A versão de Berlioz tornou-se uma popular canção folclórica na Hungria, usada sobretudo para casamentos. Nos dias de hoje, a Marcha Rákóczi é tocada sobretudo em celebrações militares e de estado.